# Mare Angèlica
La Mare Angèlica (Hanton, 20 d'abril de 1923 - Hanseville, 27 de març de 2016), nascuda amb el nom d'Antoinette Rizzo, va ser una monja clarissa americana coneguda per la seva activitat relacionada amb la televisió. També va ser fundadora del canal internacional de televisió EWTN i l'emissora de ràdio WEWN.
El 1981, la Mare Angèlica va començar a retransmetre programes religiosos des d'un garatge reconvertit de Birmingham, Alabama. Durant els vint anys següents, va desenvolupar una xarxa de mitjans de comunicació que va incloure la ràdio, la televisió, i canals d'internet així com mitjans de comunicació impresos. El 2009, la Mare Angelica va rebre el Pro Ecclesia et Pontifice concedit per Benet XVI perls seus serveis a l'Església catòlica.
La Mare Angèlica va participar en diversos programes d'EWTN fins al 2001. En aquell moment es va traslladar al claustre de Hanceville, Alabama, fins que va morir amb 92 anys el 27 de març de 2016, el dia de la Pasqua de Resurrecció.